# Armia Południowego Libanu

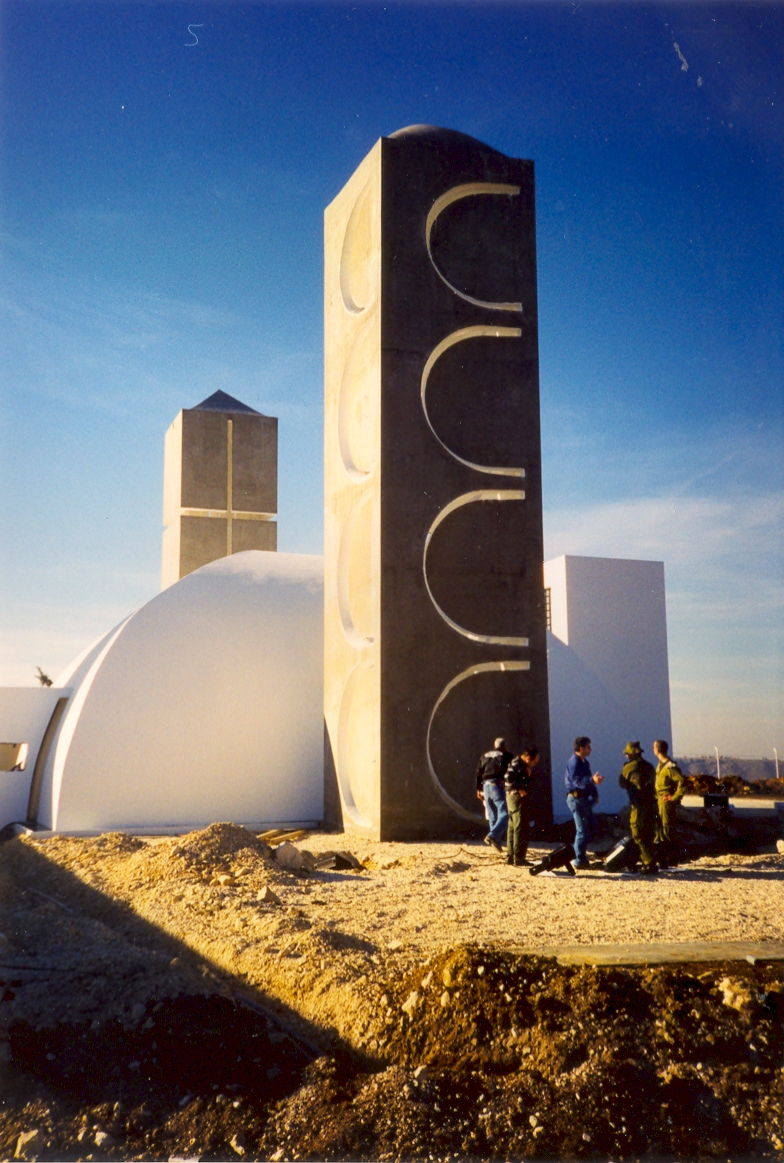
Pomnik Armii Południowego Libanu w Mardż Ujun

Armia Południowego Libanu (arab. الجنوبي, Dżaisz Lubnaan al-Dżanuubi, ang. South Lebanon Army, SLA) – proizraelska, libańska formacja zbrojna, działająca w latach 1976–2000 na obszarze południowego Libanu.

## Historia
Na początku libańskiej wojny domowej oficerowie Saad Haddad, Antoine Lahad i Sami Chidiac utworzyli z 600 żołnierzy, którzy porzucili szeregi armii rządowej, milicję o nazwie Armia Wolnego Libanu, arab.: Dżaisz Lubnaan el Horr. Główne kwatery tej formacji znajdowały się w chrześcijańskich miejscowościach Mardż Ujun i Al Qoleiaa. Jej głównymi celami były walka z bojówkami palestyńskimi i ich sojusznikami oraz ochrona miejscowej ludności cywilnej. Dalszy rozwój Armii Wolnego Libanu był związany z izraelską interwencją zbrojną w południowym Libanie w 1978 roku. Wtedy powstały formacje libańskie złożone z chrześcijan, druzów i szyitów pod izraelskim dowództwem. 18 kwietnia 1979 roku Saad Haddad ogłosił kontrolowane przez siebie tereny w izraelskiej strefie bezpieczeństwa "Niezależnym Wolnym Libanem". W maju 1980 roku oddziały pod jego dowództwem zostały  przekształcone w Armię Południowego Libanu. Formacja wspierała Siły Obronne Izraela podczas pierwszej wojny libańskiej. Gdy w 1985 roku wycofano z terytorium Libanu Południowego okupacyjne wojska izraelskie, pozostawiono pod swoją kontrolą ok. 5–15 km szerokości pasa nadgranicznego, gdzie główną rolę odgrywała właśnie SLA (w spisie UNIFIL nazywane także "DE FACTO FORCES – DFF). Armia Południowego Libanu walczyła z ugrupowaniami palestyńskimi i lewicowymi, a następnie z szyickimi Hezbollahem i Amalem.
Dowództwo nad armią liczącej dużo powyżej 3700 żołnierzy sprawował po śmierci mjr. Haddada w 1984 roku, gen. Antoine Lahad. Pierwszy przymusowy pobór do tej formacji odbył się w latach 1986–1987. Wcielono wtedy około 300 żołnierzy. W tym okresie ustanowiono dla tej formacji podstawowe zadania:
- obsadzenie i utrzymanie posterunków na pierwszej linii
- uniemożliwienie (we współpracy z wojskiem Izraela) przenikania bojowników islamskich do strefy kontrolowanej przez Izrael.

W skład tej armii wchodziły 2 brygady: wschodnia i zachodnia. Region zarządzany przez SLA rozciągał się od miejscowości Nagoura i Bayyadah (nad Morzem Śródziemnym) aż do wzgórz Aziyyeh i Oeuidah.
- Brygada Zachodnia – około 735 żołnierzy, podzieleni na 3 bataliony o numerach 70, 80 i 81. Działała głównie na terytorium od Rihan aż do miejscowości Ayshiyyeh i Hasbajja
- Brygada Wschodnia – najliczniejsza część armii licząca około 3000 ludzi, podzielona na 3 bataliony 90, 10 i 30. Terytorium operacyjne to Kfar Tibnit, Kfar Houna i Qatrani. Od roku 1999 brygada ta została zredukowana do 1500 żołnierzy.

Większość członków Armii Południowego Libanu rekrutowała się z ludności chrześcijańskiej, z upływem czasu wzrastała natomiast liczba żołnierzy szyitów (70 batalion) i druzów (90 batalion).

## Upadek
W styczniu 2000 roku Hezbollah zamordował dowódcę Brygady Zachodniej, pułkownika Akla Haszema. 25 maja tego samego roku oddziały armii izraelskiej opuściły strefę bezpieczeństwa w Południowym  Libanie. Podobnie jak to miało miejsce we wrześniu 1983 roku w Szuf, Izraelczycy myląc przeciwników nie poinformowali o odwrocie swoich chrześcijańskich sojuszników. W krótkim czasie Armia Południowego Libanu, pozbawiona izraelskiego wsparcia, uległa rozkładowi. Tuż po wycofaniu się Izraelczyków ze strefy bezpieczeństwa wkroczyły tam oddziały szyickie. Część byłych żołnierzy SLA uciekła wraz z rodzinami do Izraela. Schwytani członkowie zostali skazani przez libańskie sądy wojskowe na kary pozbawienia wolności, a następnie objęci amnestią.